# Catedral de Cristo Rey (Toledo)
La Catedral de Cristo Rey o simplemente Catedral de Toledo (en portugués: Catedral Cristo Rei) Es un edificio religioso católico que se encuentra en el centro de Toledo en el estado de Paraná en el país sudamericano de Brasil. Es la sede de la diócesis de Toledo en Brasil (Dioecesis Toletanus in Brasilia).
Construida principalmente de madera, la primera iglesia de Toledo fue levantada en los primeros años de la fundación de la ciudad. En 1959 fue elevado al estatus de una Catedral Diocesana. En 1964 fue sustituida por un nuevo templo, situado en el corazón de la ciudad. La nueva estructura era una mezcla de ladrillo y madera, pero tuvo numerosos problemas estructurales que condujeron a su demolición en 1976. Poco después, comenzó la construcción de la nueva y actual catedral de Toledo, diseñada por Emilio B. Zanon. Con un diseño más moderno, el templo se ha convertido en un punto de referencia monumental para la ciudad, y mantiene aspectos tradicionales como las campanas y vidrieras. 